# Иодная яма
Ио́дная я́ма, или ксено́новая я́ма, — состояние ядерного реактора после его выключения либо снижения его мощности, характеризующееся накоплением короткоживущего изотопа ксенона 135Xe (период полураспада 9,14 часа), имеющего высокое сечение захвата тепловых нейтронов и образующегося в результате радиоактивного распада изотопа иода 135I (период полураспада 6,57 часа). Этот процесс приводит к вре́менному появлению значительной отрицательной реактивности, что, в свою очередь, делает невозможным вывод реактора на проектную мощность в течение определённого периода (около 1-2 суток) после резкой разгрузки (снижения выходной мощности).
Иодная яма — одно из проявлений так называемого «отравления» ядерного реактора, которое является одной из главных сложностей, делающих проблематичной работу АЭС в режиме постоянно меняющейся выходной мощности. Работа реактора при ксеноновом отравлении стала одним из факторов, повлиявших на развитие Чернобыльской аварии. Для работы в маневровом режиме в комплексе с АЭС, чтобы избежать нежелательного изменения мощности реакторов, возможно строительство гидроаккумулирующих электростанций (ГАЭС), как, например, на Южно-Украинском энергетическом комплексе.

## Причины образования иодной ямы
В процессе деления ядер урана-235 (и других делящихся изотопов) во время работы ядерного реактора, среди прочих продуктов деления образуется радиоактивный изотоп иода 135I. В результате β-распада с периодом полураспада 6,58 часа он превращается в изотоп ксенона 135Xe. Этот изотоп тоже радиоактивен, но его период полураспада больше — 9,14 часа. 135Xe очень хорошо поглощает тепловые нейтроны, его сечение захвата составляет около 3 млн барн. Поглощённые им нейтроны, очевидно, не могут участвовать в цепной реакции деления урана, поэтому присутствие 135Xe снижает запас реактивности реактора. В реакторе, работающем на большой мощности, убыль 135Xe определяется его радиоактивным распадом и «выгоранием» в результате захвата нейтронов.
| 235U или 239Pu | →               | 135Te | →           | 135 I | →           | 135Xe | →           | 135Cs | →                 | 135Ba |
|                | деление (6,4 %) |       | β− (19,0 с) |       | β− (6,58 ч) |       | β− (9,14 ч) |       | β− (1,33 млн лет) |       |

или
| 135Xe | →                                         | 136Xe |
|       | σ ≈ 2,6·106 барн (для тепловых нейтронов) |       |

После остановки реактора плотность потока нейтронов φ в активной зоне становится практически равной нулю. Изменение концентрации 135Xe в активной зоне остановленного реактора определяется разницей в скоростях β-распада 135I и 135Xe. За 1 с в 1 м³ ядерного топлива возникает λINI и распадается λXeNXe ядер 135Xe. Если активность 135I больше активности 135Xe (λINI > λXeNXe), то концентрация 135Xe в активной зоне растёт, и наоборот.
Равновесная концентрация иода-135 N0I в работающем реакторе пропорциональна величине φ, в то время как равновесная концентрация ксенона-135 N0Xe мало зависит от неё при φ > 1017 нейтр./(м²·с). Вследствие этого, при плотности потока φ > 1017 нейтр./(м²·с) величина N0I становится больше N0Xe. Так как постоянная распада λI > λXe, то в некотором интервале времени после остановки реактора λINI > λXeNXe. Поэтому концентрация 135Xe в остановленном реакторе вначале растёт до тех пор, пока активности 135I и 135Xe не станут равными (то есть до выполнения условия векового равновесия). После этого распад 135I уже не компенсирует убыль 135Xe, и концентрация последнего начинает уменьшаться вместе с иодом.

Зависимость концентрации ^{135}Xe (1) и реактивности (2) после остановки реактора. (До остановки реактора плотность потока нейтронов была φ = 10^{18} нейтр./(м²·с).)

На рисунке показано изменение концентрации NXe(t) и реактивности ρ остановленного реактора, если плотность потока φ в работающем реакторе до остановки была равна 1018 нейтр./(м²·с). Максимальное отравление, наступающее через 11 ч после остановки реактора, возрастает с увеличением плотности потока нейтронов φ.
Реактивность остановленного реактора сначала падает, достигая минимума при максимальной концентрации ксенона, а затем увеличивается. Кривая изменения реактивности имеет вид ямы, а увеличение отравления после остановки реактора связано с накоплением 135I в работающем реакторе. Поэтому действие отравления на реактивность остановленного реактора называют иодной ямой. Она не наблюдается в реакторах с плотностью потока нейтронов φ < 1017 нейтр./(м²·с).

## Учёт иодной ямы при проектировании
При проектировании реактора учитывают эффект иодной ямы. Высокие значения удельной мощности требуют дополнительного увеличения загрузки ядерного топлива для компенсации иодной ямы. Иначе выключенный реактор будет невозможно вывести на мощность (особенно в конце кампании) в течение нескольких десятков часов, пока не произойдёт почти полный распад 135Xe в активной зоне.